# Furmann Imre
Furmann Imre (Nyékládháza, 1951. október 27. – 2010. május 27.) magyar jogász, költő.

## Életpályája
1951. október 27-én született Nyékládházán Furmann Imre és Tóth Borbála gyermekeként. Egyetemi tanulmányait a Janus Pannonius Tudományegyetem végezte 1974 és 1979 között.
1970 és 1974 között volt villanyszerelő, segédmunkás, raktáros, matróz és adminisztrátor is. Egyetemi évei alatt a Glosszátor című havilap felelős szerkesztője volt. 1979-től 1986-ig a Borsod-Abaúj-Zemplén megyei Főügyészség gyermek- és ifjúságvédelmi csoportjának ügyésze volt. 1986-ban jogtanácsos lett, vállalkozók ügyeit intézte. 1987 és 1994 között részt vett az MDF tevékenységében, alapító tagja is volt. 1987-ben részt vett a lakiteleki találkozón. 1988-tól kiadta a Miskolci Fórum című lapot. 1989 és 1993 között az MDF elnöksége és a miskolci szervezet vezetőségi tagja volt. 1990-ben jelen volt az Ellenzéki Kerekasztal gyűlésein. 1990 és 1992 között országos alelnök, majd általános alelnökké választották. 1992-ben a Liberális Fórum Alapítvány kuratóriumának elnöke, 1994-ben a Másság Alapítvány Nemzeti és Etnikai Kisebbségi Jogvédő Iroda igazgatója lett. A Magyarországi Nagyoriens Szabadkőműves Egyesület tagja volt.

## Magánélete
1975-ben vette feleségül Pankucsi Mártát. Egy fiuk született, Dávid (1979–2006).

## Főbb művei
- Három hangon. Cseh Károly, Csorba Piroska, Furmann Imre versei; BAZ Megyei Tanács Művelődésügyi Osztálya–Magyar Írók Szövetségének Észak-Magyarországi Csoportja, Miskolc, 1986
- Lendületlenül (versek, 1988)
- Átutazóban. Válogatott írások; Officina Nova, Bp., 1992
- Köznapi gyilkosságok (2000)
- Sample submissions taken from the cases of the Legal Defence Bureau for National and Ethnic Minorities (NEKI) and the European Roma Rights Center (ERRC); főszerk. Furmann Imre, szerk. Fitsum A. Alemu, angolra ford. Farkas Lilla; Másság Foundation, Bp., 2000
- Jogvédő segédkönyv (2003)
- Visszaszámlálás; Véka és Korsó, Bp., 2005
- Fegyverszünet; Szoba, Miskolc, 2008